# 1. deild islandzka w piłce nożnej (2015)
1. deild 2015 (znana jako Inkasso-deild karla ze względów sponsorskich) – 61. edycja 2 poziomu rozgrywek piłki nożnej na Islandii.
Brało w niej udział 12 drużyn, które w okresie od 8 maja do 19 września 2015 rozegrały 22 kolejki meczów. Promocję uzyskały Víkingur Ólafsvík i Þróttur Reykjavík.

## Drużyny
| Uczestnicy poprzedniej edycji                                                                                 | Uczestnicy poprzedniej edycji | Uczestnicy poprzedniej edycji | Uczestnicy poprzedniej edycji |
| --- | ----------------------------- | ----------------------------- | ----------------------------- |
| ÞRR | Þróttur Reykjavík             | 3                             |                               |
| VÍO | Víkingur Ólafsvík             | 4                             |                               |
| GRI | Grindavík                     | 5                             |                               |
| HKÓ | HK                            | 6                             |                               |
| HAU | Haukar                        | 7                             |                               |
| KA | KA Akureyri                   | 8                             |                               |
| SEL | Selfoss                       | 9                             |                               |
| BÍB | BÍ/Bolungarvík                | 10                            |                               |
| Spadek z Úrvalsdeild                                                                                          |                               |                               |                               |
| FRA | Fram                          | 11                            |                               |
| ÞÓR | Þór Akureyri                  | 12                            |                               |
| Awans z 2. deild karla                                                                                        |                               |                               |                               |
| KFF | Fjarðabyggð                   | 1                             |                               |
| ÍG | Grótta                        | 2                             |                               |
| Oznaczenia: - kolumna pierwsza – skróty nazw drużyn, - kolumna trzecia – miejsce zajęte w poprzednim sezonie. |                               |                               |                               |

## Tabela
| Lp. | Drużyna                  | M  | Z  | R | P  | B+ | B- | +/– | Pkt | Awans lub spadek         |
| --- | ------------------------ | -- | -- | - | -- | -- | -- | --- | --- | ------------------------ |
| 1   | Víkingur Ólafsvík (M, A) | 22 | 17 | 3 | 2  | 53 | 14 | +39 | 54  | awans do Úrvalsdeild     |
| 2   | Þróttur Reykjavík (A)    | 22 | 14 | 2 | 6  | 45 | 21 | +24 | 44  | awans do Úrvalsdeild     |
| 3   | KA                       | 22 | 12 | 5 | 5  | 42 | 22 | +20 | 41  |                          |
| 4   | Þór Akureyri             | 22 | 12 | 2 | 8  | 40 | 34 | +6  | 38  |                          |
| 5   | Grindavík                | 22 | 11 | 3 | 8  | 41 | 30 | +11 | 36  |                          |
| 6   | Haukar                   | 22 | 10 | 4 | 8  | 32 | 28 | +4  | 34  |                          |
| 7   | Fjarðabyggð              | 22 | 9  | 4 | 9  | 35 | 37 | −2  | 31  |                          |
| 8   | HK                       | 22 | 10 | 1 | 11 | 26 | 33 | −7  | 31  |                          |
| 9   | Fram Reykjavík           | 22 | 5  | 6 | 11 | 34 | 45 | −11 | 21  |                          |
| 10  | Selfoss                  | 22 | 5  | 5 | 12 | 20 | 38 | −18 | 20  |                          |
| 11  | Grótta (S)               | 22 | 4  | 3 | 15 | 10 | 39 | −29 | 15  | spadek do 2. deild karla |
| 12  | BÍ/Bolungarvík (S)       | 22 | 2  | 4 | 16 | 22 | 59 | −37 | 10  | spadek do 2. deild karla |

## Wyniki
| Gospodarz \ Gość  | BÍB | KFF | FRA | GRI | GRÓ | HAU | HK  | KA  | SEL | VÍO | ÞÓR | ÞRÓ |
| ----------------- | --- | --- | --- | --- | --- | --- | --- | --- | --- | --- | --- | --- |
| BÍ/Bolungarvík    |     | 2–2 | 1–2 | 1–3 | 2–1 | 2–2 | 2–1 | 0–4 | 2–2 | 1–5 | 1–3 | 1–4 |
| Fjarðabyggð       | 3–0 |     | 3–3 | 0–3 | 2–3 | 2–0 | 0–4 | 0–1 | 2–0 | 1–0 | 2–2 | 1–0 |
| Fram Reykjavík    | 3–1 | 0–1 |     | 1–1 | 4–1 | 3–0 | 1–2 | 1–1 | 1–2 | 0–4 | 2–3 | 1–0 |
| Grindavík         | 1–0 | 1–3 | 7–2 |     | 2–0 | 2–2 | 2–0 | 2–1 | 5–0 | 2–7 | 1–2 | 0–1 |
| Grótta            | 2–1 | 0–3 | 0–0 | 1–0 |     | 1–3 | 0–2 | 0–1 | 0–0 | 0–0 | 0–1 | 0–5 |
| Haukar            | 2–2 | 3–1 | 2–1 | 1–0 | 4–0 |     | 2–0 | 2–1 | 3–0 | 0–2 | 1–0 | 1–2 |
| HK                | 2–1 | 1–3 | 1–0 | 0–2 | 1–0 | 2–0 |     | 3–2 | 4–0 | 0–2 | 2–3 | 0–3 |
| KA                | 2–0 | 2–1 | 3–3 | 1–3 | 1–0 | 3–1 | 3–0 |     | 2–2 | 1–1 | 1–0 | 4–1 |
| Selfoss           | 2–0 | 2–2 | 2–1 | 1–1 | 2–0 | 0–1 | 0–1 | 0–4 |     | 0–2 | 2–3 | 2–0 |
| Víkingur Ólafsvík | 2–1 | 6–2 | 4–0 | 2–0 | 4–0 | 1–0 | 3–0 | 0–0 | 1–0 |     | 2–1 | 3–2 |
| Þór Akureyri      | 6–1 | 2–0 | 4–3 | 2–3 | 0–1 | 2–1 | 0–0 | 0–3 | 2–1 | 1–2 |     | 2–1 |
| Þróttur Reykjavík | 5–0 | 2–1 | 2–2 | 2–0 | 1–0 | 1–1 | 4–0 | 2–1 | 1–0 | 2–0 | 4–1 |     |

## Najlepsi strzelcy
| Bramki | Strzelcy                    | Drużyna           |
| ------ | --------------------------- | ----------------- |
| 20     | Björgvin Stefánsson         | Haukar            |
| 19     | Viktor Jónsson              | Þróttur Reykjavík |
| 14     | Guðmundur Atli Steinþórsson | HK                |
| 12     | Hrvoje Tokić                | Víkingur Ólafsvík |
| 12     | Elfar Árni Aðalsteinsson    | KA                |
| 12     | Alfreð Már Hjaltalín        | Víkingur Ólafsvík |
| 11     | Jóhann Helgi Hannesson      | Þór Akureyri      |
| 9      | Ævar Ingi Jóhannesson       | KA                |
| 9      | Brynjar Jónasson            | Fjarðabyggð       |
| 8      | William Dominguez da Silva  | Víkingur Ólafsvík |

Źródło: 